# Polygala krumanina
Polygala krumanina là một loài thực vật có hoa trong họ Polygalaceae. Loài này được Burch. ex Ficalho & Hiern miêu tả khoa học đầu tiên năm 1881.